# Juan Castellón Larenas
Juan Castellón Larenas (Concepción, 1843-Santiago, 14 de septiembre de 1919) fue un abogado y político radical chileno. Hijo de Augustín Castellón Binimelis y doña Javiera Larenas Álvarez-Rubio. Casado con Respicia Bello Donoso.

## Biografía
Educado en primeras letras en Concepción. Desde muy joven amó las letras y la poesía. Colaboró con éxito en diversas revistas y diarios políticos penquistas. Realizó cursos de Leyes en Concepción y juró como abogado el 2 de agosto de 1867.
Su nombre estuvo ligado al desarrollo social y político de la provincia del sur, donde ocupó puestos políticos, también fue Rector del Liceo de Concepción (1877-1881). Profesor de Práctica Forense y Código de Minería del Liceo de Concepción, cargo que abandonó en 1881. Es considerado como el fundador y uno de los principales precursores del diario El Sur.
Perteneció al Partido Radical, prestando importantes servicios como dirigente nacional. Presidente del partido en Concepción.
Acumuló bastantes cargos tanto en el poder ejecutivo como el legislativo. Fue ministro de estado de dos presidentes, senador, y muchas veces diputado. Se transformó por lejos en la figura política más representativa del Bio-Bio, y una de las más importantes en el país.
Fue uno de los promotores de la revolución contra Balmaceda (1891); fue apresado y conducido fuera del país. Exiliado en Europa se dedicó a aprender lo que no sabía y a acumular conocimientos para el futuro.

### Muerte
Falleció a los 92 años, producto de su avanzada edad. Se desconoce alguna enfermedad o lesión que le haya provocado la muerte.